# Laurhervasia namibica
Laurhervasia namibica is een insect uit de familie van de Nemopteridae, die tot de orde netvleugeligen (Neuroptera) behoort. 
Laurhervasia namibica is voor het eerst wetenschappelijk beschreven door Mansell in 1980.